# Plas Newydd
Plas Newydd è la residenza del Marchese di Anglesey sulle rive dello Stretto di Menai, Anglesey, ora di proprietà del National Trust ma per molti anni fu la dimora del Marchese di Anglesey. Questa dimora si trova nella comunità di Llanddaniel Fab, a due miglia a sud ovest di Llanfairpwll sulla A55. La casa risale al XIV secolo ed è aperta al pubblico.
Nel parco del palazzo si trova una tomba a camera neolitica.

## Storia
Il sito della casa fu utilizzato per la prima volta nel XIII secolo ed era noto come "Llwyn-y-Moel". Nel 1470 apparteneva alla famiglia Griffith, che possedeva anche il Castello di Penrhyn vicino a Bangor. Gwilym ap Griffith aveva ereditato terre attraverso il suo matrimonio con Morfydd, figlia di Goronwy ap Tudur di Penmynydd. Robert Griffith costruì le prime parti dell'attuale casa all'inizio del XVI secolo sotto forma di una "hall house".